# 青木長由
青木長由（日语：／ Aoki Nagayuki，1669年（寬文9年）—1740年12月20日（元文5年11月2日）），一稱理右衛門，號理格、冬邑軒，江户时代中期仙台藩的天文學家、数学家。